# Servicio Nacional de Manejo del Fuego
El Servicio Nacional de Manejo del Fuego, dependiente del ministerio de seguridad hasta 2012 denominado Plan Nacional de Manejo del Fuego, es el organismo nacional argentino encargado de luchar contra los incendios declarados en áreas naturales o rurales.

## Historia
En 1996 fue creado el Plan Nacional de Manejo del Fuego, y fue dependiente en los últimos años de la Secretaría de Ambiente y Desarrollo Sustentable de la Nación.
En enero de 2013 se promulgó la Ley 26 815 que creó el Sistema Federal de Manejo del Fuego, siendo el Servicio Nacional de Manejo del Fuego el organismo encargado de su cumplimiento. Fue dependiente de la Secretaría de Protección Civil del Ministerio de Seguridad de la Nación desde diciembre del 2017 hasta el 28 de agosto de 2020 momento en que es trasladado al   Ministerio de Ambiente y Desarrollo Sostenible (Decreto 706/2020)  y se crea la Dirección Nacional del Servicio de Manejo del Fuego dentro de la Secretaría de Control y Monitoreo Ambiental (Decisión Administrativa 2068/2020)

## Estructura
La estructura del Servicio Nacional de Manejo del Fuego Está conformada por una Dirección Nacional de la cual dependen: la Dirección de Articulación Territorial, la Dirección de Planificación y Prevención y la Dirección de Operaciones.
Se divide al país en regiones acorde a temporadas de incendios similares, posee coordinadores en cada regional para la articulación con las jurisdicciones del Sistema Federal de Manejo del Fuego (SFMF), los requerimientos de las jurisdicciones pueden ser desde apoyo técnico, capacitaciones, medios aéreos y combatientes del propio SNMF (Brigadas Nacionales) y/o pertenecientes al SFMF (activados y certificados por el SNMF)
Dirección de articulación territorial - Coordinaciones: *
- REGIONAL NOA (Jujuy, Salta, Catamarca, Tucumán y Parques nacionales dentro de estas)
- REGIONAL NORTE (Santiago del Estero, Santa Fé, Chaco, Formosa y Parques nacionales dentro de estas)
- REGIONAL NEA (Entre Ríos, Corrientes,Misiones y Parques nacionales dentro de estas)
- REGIONAL CENTRO (Córdoba, San Juan, San Luis, La Rioja y Parques nacionales dentro de estas)
- REGIONAL PAMPEANA (Buenos Aires, Mendoza, La Pampa, y Parques nacionales dentro de estas)
- REGIONAL PATAGONIA (Río Negro, Neuquén, Chubut, Santa Cruz, Tierra del Fuego y Parques nacionales dentro de estas)

Brigadas Nacionales:
El Servicio Nacional posee al rededor de 130 combatientes propios distribuidos en 3 brigadas nacionales, estas actúan solo a requerimiento de las jurisdicciones locales, para ello están debidamente equipadas y entrenadas.
- Brigada Nacional SUR con base en golondrinas, Chubut.
- Brigada Nacional Centro con base en el aeropuerto de Santa Rosa del Conlara, San Luis.
- Brigada Nacional NEA con base en Apóstoles, Misiones.

)

## Medios aéreos
En su mayoría son de diferentes empresas aeronáuticas privadas contratadas por el sistema en forma anual. La cantidad de aviones y helicópteros afectados varía según la temporada y las empresas contratadas.
- 8 aviones hidrantes Air Tractor AT-802
- 1 avión hidrante Air Tractor AT-802 Fireboss
- 15 aviones hidrantes PZL-Mielec M-18 Dromader
- 1 avión hidrante Air Tractor AT-602
- Aviones de propósitos generales (Cessna 182, Cessna 172, Cessna 337 Superskymaster, Cessna 210, Beechcraft BE-58)
- Otros, pertenecientes al Ejército Argentino, Gendarmería Nacional Argentina y la Fuerza Aérea Argentina

## Medios terrestres
El SNMF cuenta con diferentes tipos de camionetas de tracción 4x4 como son:
- Toyota Hilux (generación 2008-2012)
- Volkswagen Amarok (primera generación)
- Ford F-100 (generación 2006-2011)

Camiones de tracción 4x4 y 6x6 (solo dos cisternas) los cuales están montados sobre chasis Uro, Astra e Iveco, y las mismas fueron carrozadas por la "Compañia Sudamericana de Autobombas Forestales" (ubicada en la ciudad de Quilmes) y la empresa "Jacinto Lda", una empresa portuguesa dedicada a la fabricación de vehículos bomberiles. Se adquirieron un total de 32 camiones que fueron entregados el 30 de diciembre de 2012.

## Operaciones
A comienzos de 1999 se dieron importantes incendios en San Carlos de Bariloche, San Martín de los Andes y Esquel, sobre ellos actuaron helicópteros Hughes 500 y UH-1H, con apoyo logístico de C-130 y Fokker F-27. En septiembre de ese año, se desplegaron también UH-1H de la Aviación del Ejército Argentino en las provincias de Misiones y Córdoba. Al año siguiente se destacaron funciones en Zárate y el norte patagónico.
En 2001 los UH-1H actuaron sobre Bariloche, San Martín de los Andes, San Rafael (Mendoza), Santa Rosa (La Pampa), Concordia (Entre Ríos) y Claromecó. Los Hughes 500 lo hicieron apoyando a la Administración de Parques Nacionales.
A fines de 2008 se desataron focos importantes en la Provincia de Tierra del Fuego, sobre los cuales actuaron helicópteros Robinson R44 en observación, UH-1H en traslados y Ecureuil con helibalde.
Durante enero de 2011 se desplegaron dos aviones hidrantes hacia un incendio de grandes magnitudes en los alrededores de Campana. En marzo, dos helicópteros, un avión observador y cuatro aviones hidrantes colaboraron contra los incendios desatados en el Cerro Currumahuida y alrededores del Lago Puelo. En septiembre, seis aviones hidrantes y dos helicópteros UH-1H del Ejército Argentino combatieron focos en el Aeropuerto Taravella de Córdoba, así como en diversos sectores de las sierras de esa provincia. Al mismo tiempo, otros dos hidrantes más un helicóptero UH-1H ayudaron a sofocar el fuego desatado en la Reserva Natural Otamendi (Partido de Campana).
En el verano 2011-2012 se dieron importantes incendios en áreas como Puerto Patriada (en la zona de El Hoyo), Bahía Torito (cerca de Tolhuin) y Monte Hermoso. Para ello, el PNMF utilizó sus medios aéreos y colaboración de entidades provinciales, así como helicópteros del Ejército. En un accidente un avión hidrante resultó destruido en Chubut.